# Kalana (Põltsamaa)
Kalana is een plaats in de Estlandse gemeente Põltsamaa, provincie Jõgevamaa. De plaats heeft de status van dorp (Estisch: küla) en telt 100 inwoners (2021).
Tot oktober 2017 was Kalana de hoofdplaats van de gemeente Pajusi. In die maand werd deze gemeente bij de gemeente Põltsamaa gevoegd.
In de buurt van Kalana ligt een heuvel met de status van beschermd natuurgebied, de Kabjamägi of Kebjamägi.

## Geschiedenis
Kalana werd voor het eerst genoemd in een document uit 1514 onder de naam Kallelinde. In de 11e eeuw lag in de omgeving echter al een fort, Otissaare linnamägi. Van het fort is weinig overgebleven; wel staat er een gedenkplaat.
Sinds de 18e eeuw wordt in de omgeving van het dorp kalksteen gewonnen. De kwaliteit van de hier gewonnen kalksteen is zo hoog dat hij wel ‘Kalanamarmer’ wordt genoemd. In de kalksteenlaag zijn vele fossielen aangetroffen.
Tussen 1977 en 1997 hoorde het buurdorp Mõisaküla bij Kalana.

## Foto's

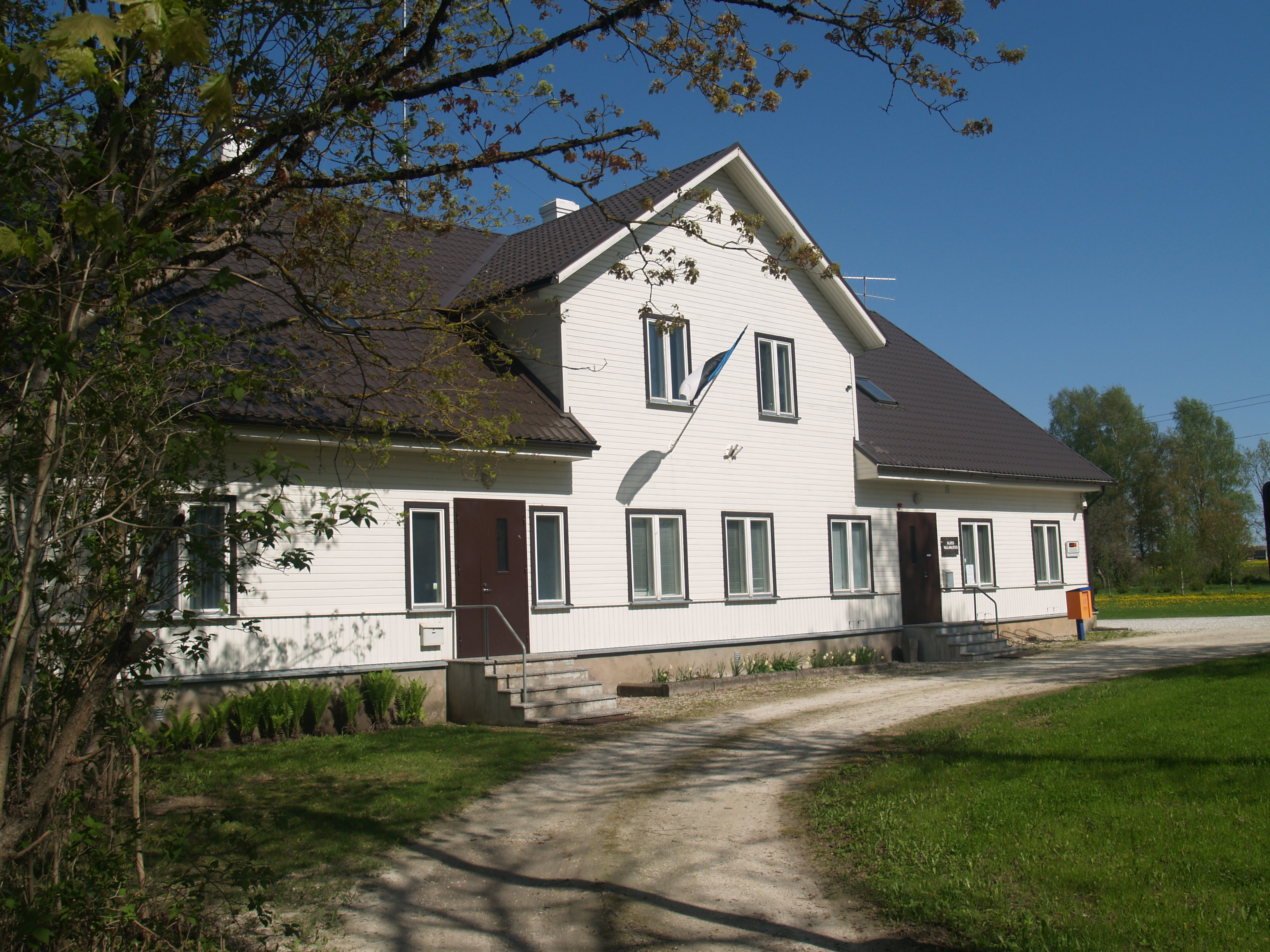
Het vroegere gemeentehuis van Pajusi
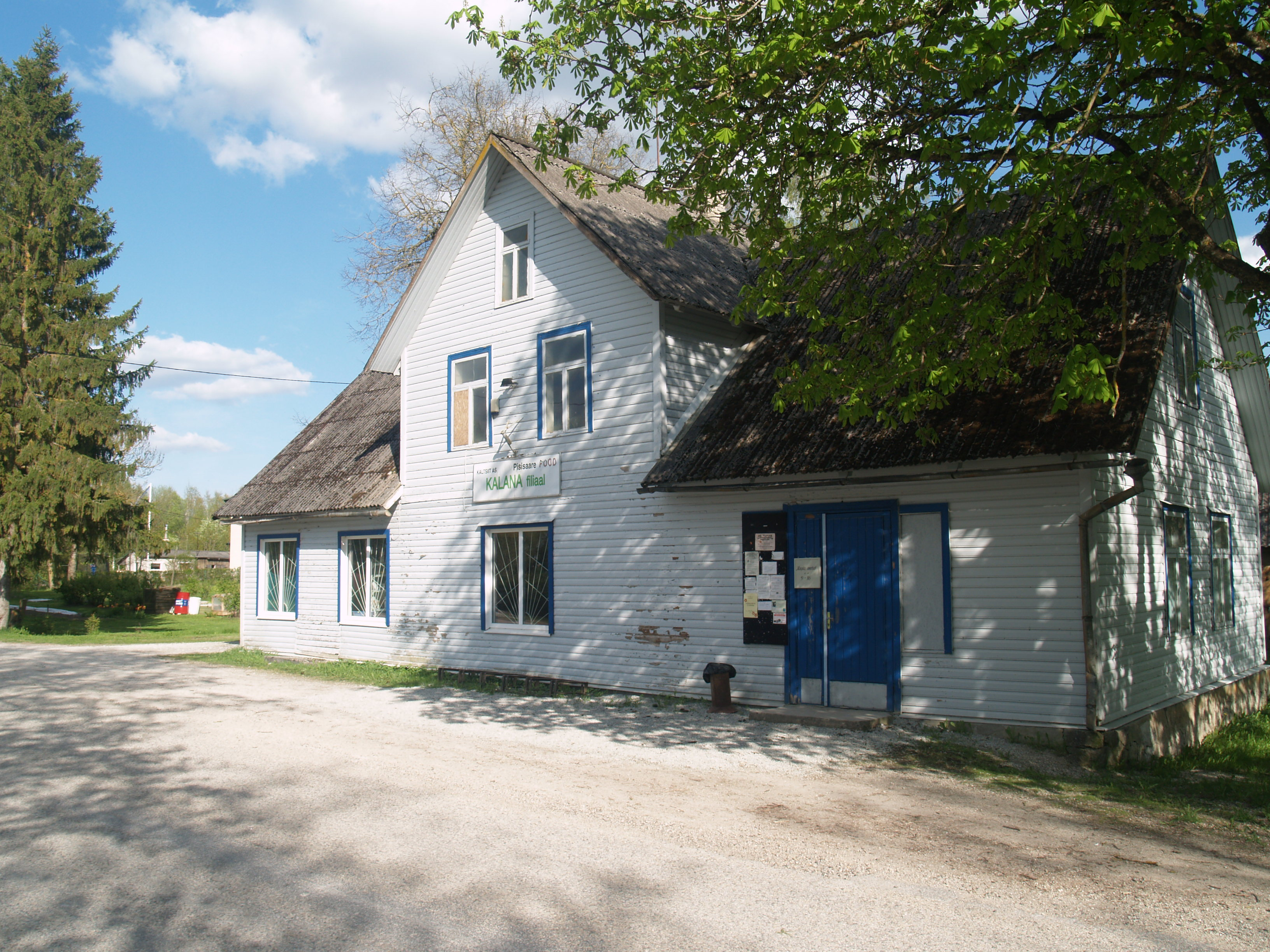
De dorpswinkel